# Kunst- und Designhochschule Bergen

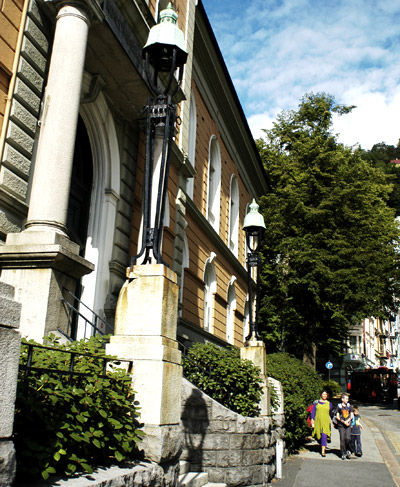
Haupteingang der Kunsthochschule Bergen

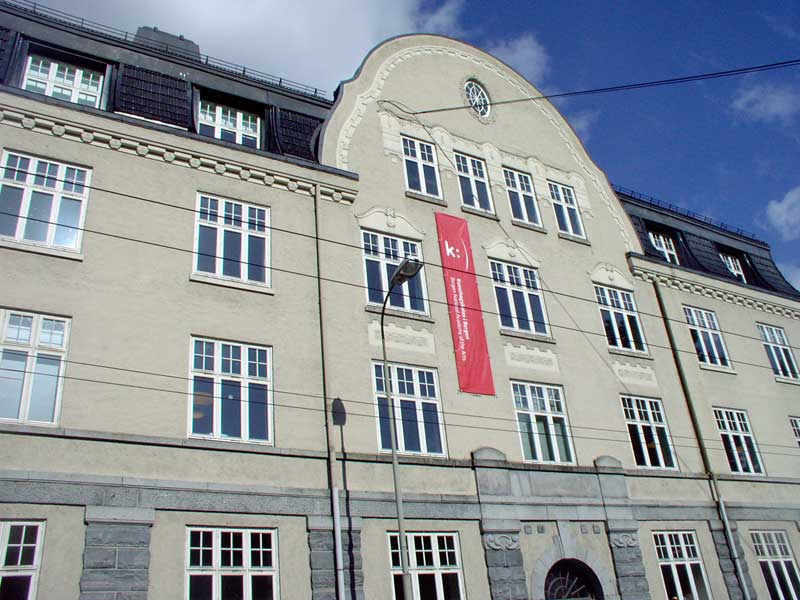
Nebengebäude der Kunsthochschule Bergen am Kong Oscars gate

Die Kunst- und Designhochschule in Bergen (norwegisch Kunst- og designhøgskolen i Bergen) – kurz KHiB – ist eine 1972 gegründete Kunsthochschule in der norwegischen Stadt Bergen mit heute etwa 400 Studenten. Sie ist neben der Kunsthochschule Oslo die einzige ihrer Art in Norwegen.

## Fachbereiche
- Visuelle Kommunikation
- Möbeldesign/Interior-Design
- Freie Kunst
- Keramik
- Grafik
- Fotografie
- Textildesign[1]

## Professoren
- Heike Baranowsky (* 1966), Professorin für Fotografie (2005–2009)
- Stephan Dillemuth (* 1954), Professor für bildende Kunst (1998–2001)
- Thomas Kilpper (* 1956), deutscher Installationskünstler, Zeichner und Holzschneider (seit 2014)
- Thomas Stricker (* 1962), Schweizer Bildhauer, Installationskünstler und Aktionskünstler (Gastlehrauftrag 1998)
- Andrea Sunder-Plassmann (* 1959), Professorin für Video und temporäre Künste (2001–2006)
- Lars Vilks (1946–2021), schwedischer Doktor der Kunstgeschichte (1997–2003)